# Вілл Актон
Вільям Кевін Актон (англ. William Kevin Acton, нар. 16 липня 1987, Ідайна, Міннесота) — канадський та німецький хокеїст, центральний нападник клубу Нім.ХЛ «Швеннінгер».

## Ігрова кар'єра
Хокейну кар'єру розпочав 2003 року.
Захищав кольори професійної команди «Едмонтон Ойлерс». Наразі ж грає за клуб Нім.ХЛ «Швеннінгер».

## Статистика
| Сезон        | Клуб                            | Ліга         | Регулярний сезон | Регулярний сезон | Регулярний сезон | Регулярний сезон | Регулярний сезон | Плей-оф | Плей-оф | Плей-оф | Плей-оф | Плей-оф |
| Сезон        | Клуб                            | Ліга         | І                | Г                | П                | О                | ШХ               | І       | Г       | П       | О       | ШХ      |
| ------------ | ------------------------------- | ------------ | ---------------- | ---------------- | ---------------- | ---------------- | ---------------- | ------- | ------- | ------- | ------- | ------- |
| 2003–04      | «Стоффвіл Спіріт»               | МХЛО         | 1                | 1                | 0                | 1                | 0                | —       | —       | —       | —       | —       |
| 2004–05      | «Стоффвіл Спіріт»               | МХЛО         | 41               | 5                | 8                | 13               | 28               | —       | —       | —       | —       | —       |
| 2005–06      | «Стоффвіл Спіріт»               | МХЛО         | 48               | 11               | 20               | 31               | 38               | —       | —       | —       | —       | —       |
| 2006–07      | «Стоффвіл Спіріт»               | МХЛО         | 33               | 16               | 13               | 29               | 63               | —       | —       | —       | —       | —       |
| 2007–08      | Університет Лейк Саперіор Стейт | ЦКХА         | 36               | 6                | 7                | 13               | 22               | —       | —       | —       | —       | —       |
| 2008–09      | Університет Лейк Саперіор Стейт | ЦКХА         | 38               | 7                | 9                | 16               | 53               | —       | —       | —       | —       | —       |
| 2009–10      | Університет Лейк Саперіор Стейт | ЦКХА         | 36               | 10               | 14               | 24               | 39               | —       | —       | —       | —       | —       |
| 2010–11      | Університет Лейк Саперіор Стейт | ЦКХА         | 34               | 9                | 15               | 24               | 18               | —       | —       | —       | —       | —       |
| 2010–11      | «Рідінг Роялс»                  | ХЛСУ         | 1                | 0                | 0                | 0                | 0                | —       | —       | —       | —       | —       |
| 2010–11      | «Торонто Марліс»                | АХЛ          | 5                | 0                | 0                | 0                | 0                | —       | —       | —       | —       | —       |
| 2011–12      | «Торонто Марліс»                | АХЛ          | 69               | 7                | 9                | 16               | 58               | 17      | 1       | 1       | 2       | 9       |
| 2012–13      | «Торонто Марліс»                | АХЛ          | 67               | 8                | 11               | 19               | 60               | 9       | 4       | 2       | 6       | 12      |
| 2013–14      | «Едмонтон Ойлерс»               | НХЛ          | 30               | 3                | 2                | 5                | 21               | —       | —       | —       | —       | —       |
| 2013–14      | «Оклахома-Сіті Беронс»          | АХЛ          | 47               | 12               | 11               | 23               | 74               | 3       | 0       | 1       | 1       | 0       |
| 2014–15      | «Едмонтон Ойлерс»               | НХЛ          | 3                | 0                | 0                | 0                | 5                | —       | —       | —       | —       | —       |
| 2014–15      | «Оклахома-Сіті Беронс»          | АХЛ          | 6                | 1                | 1                | 2                | 2                | —       | —       | —       | —       | —       |
| 2014–15      | «Ютіка Кометс»                  | АХЛ          | 45               | 11               | 8                | 19               | 26               | 9       | 1       | 2       | 3       | 2       |
| 2015–16      | «Швеннінгер»                    | ДХЛ          | 46               | 16               | 39               | 55               | 67               | —       | —       | —       | —       | —       |
| 2016–17      | «Швеннінгер»                    | ДХЛ          | 52               | 16               | 28               | 44               | 55               | —       | —       | —       | —       | —       |
| Усього в НХЛ | Усього в НХЛ                    | Усього в НХЛ | 33               | 3                | 2                | 5                | 26               | —       | —       | —       | —       | —       |